# اختيار زمني

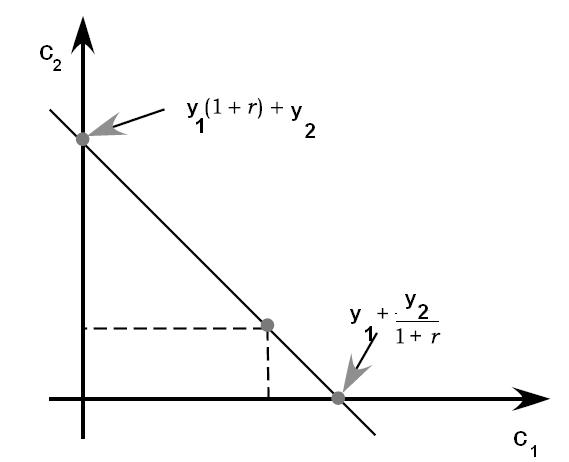
قيود الميزانية بين الفترات الزمنية مع استهلاك الفترة 1 و2 على المحور السيني والمحور الصادي على التوالي.

الاختيار الزمني هو عملية يتخذ الناس من خلالها قرارات متعلقة بما يفعلون في فترات مختلفة من الوقت، وهي خيارات تؤثر في وقت محدد على الاحتمالات المتاحة في فترات زمنية أخرى. تتطلب معظم الخيارات من صناع القرار حساب التكاليف والفوائد في نقاط زمنية مختلفة. قد تتعلق هذه القرارات بالادخار وجهد العمل والتعليم والتغذية والتمرين والرعاية الصحية وما إلى ذلك.
حلل علماء الاقتصاد منذ أوائل القرن العشرين القرارات الزمنية باستخدام نموذج الفائدة المنخفضة، والذي يفترض أنَّ الناس يقيّمون الفوائد والأضرار الناتجة عن قرار بنفس الطريقة التي تقيم بها الأسواق المالية الخسائر والمكاسب، استخدم نموذج الفائدة المنخفضة النتائج وفقًا لمدى تأخرها. واستخدم النموذج لوصف كيفية قيام الأشخاص فعليًا باختيارات زمنية وقد استُخدم كأداة لسن السياسة العامة. تعتمد القرارات السياسية حول مقدار الإنفاق على البحث والتطوير والصحة والتعليم على معدل التخفيض المستخدم لتحليل القرار. 

## تخصيص المحفظة
إنَّ اختيار المحفظة الزمنية هو تخصيص الأموال لمختلف الأصول بشكل دوري مع مرور الوقت، وأيضًا تحديد مقدار الأموال القابلة للاستثمار في أي وقت في المستقبل اعتمادًا على عائدات المحفظة في أي وقت سابق. وبالتالي قد تعتمد القرارات المستقبلية على نتائج القرارات الحالية. يشير هذا الاعتماد على القرارات السابقة بشكل عام إلى أنَّ القرارات الحالية يجب أن تأخذ في الاعتبار تأثيرها المحتمل على قيود المحفظة المستقبلية. ومع ذلك توجد بعض الاستثناءات: عند التعامل مع تابع الأداة اللوغاريتمية أو مع تابع الأداة المساعدة لتجنب المخاطر الزائدة أو الاستقلالية التسلسلية للعوائد من المفضل سلوك نهج قصر النظر العقلاني وتجاهل آثار القرارات الحالية على القرارات المستقبلية.

## الاستهلاك
استندت دالة الاستهلاك في النظرية الكينزية إلى فرضيتين رئيسيتين. أولًا: يقع الميل الحدي للاستهلاك بين 0 و1. ثانيًا: ينخفض متوسط الميل بالنسبة للاستهلاك مع ارتفاع الدخل. كانت الدراسات التجريبية الأولى متسقة مع هذه الفرضيات. ولكن لوحظ بعد الحرب العالمية الثانية أنَّ الادخار لم يرتفع مع ارتفاع الدخل. وبالتالي فشل النموذج الكينزي في تفسير ظاهرة الاستهلاك، وطورت نظرية الاختيار الزمني. قدم جون راي تحليل الاختيار الزمني في عام 1834 في (النظرية الاجتماعية لرأس المال). وضح يوجين فون بوم باورك في عام 1889 وأيضًا إيرفينغ فيشر في عام 1930 النموذج بشكل تفصيلي. تشمل بعض النماذج الأخرى القائمة على الاختيار بين الفترات الزمنية فرضية دخل دورة الحياة التي اقترحها فرانكو موديلياني وفرضية الدخل الدائم التي اقترحها ميلتون فريدمان. يمكن أيضًا توسيع مفهوم التوازن لوارسيان ليشمل مفهوم الاختيار الزمني. يقدم تحليل وارسيان للتوازن مفهومين جديدين عن الأسعار: أسعار العقود الآجلة والأسعار الفورية.

### نموذج فيشر للاستهلاك الزمني
طور إيرفينغ فيشر نظرية الاختيار الزمني في كتابه نظرية الفائدة عام 1930. وعلى عكس مفاهيم كينز الذي ربط الاستهلاك بالدخل الحالي فقد أظهر نموذج فيشر كيف يختار المستهلكون الذين يتطلعون إلى المستقبل العقلاني الاستهلاك في الحاضر والمستقبل لزيادة راحتهم مدى الحياة.
يعتمد مدى صبر الفرد وفقًا لفيشر على أربع خصائص لتدفق دخله: الحجم والشكل الزمني والتكوين والمخاطر. وبالإضافة إلى ذلك تعتبر البصيرة والتحكم في النفس والعادات وتوقع مسار الحياة ودافع التوريث (أو الاهتمام برفاهية حياة الآخرين) هي العوامل الشخصية الخمسة التي تحدد مدى صبر الشخص والذي يحدد تفضيله الزمني. 

## الاستثمار الثابت
الاستثمار الثابت هو شراء الشركات للآلات والمصانع المنتجة حديثًا وما شابه ذلك. والسبب في عمليات الشراء هذه هو زيادة كمية الإنتاج التي يمكن إنتاجها في أوقات مختلفة في المستقبل، لذلك يعتبر هذا السلوك اختيارًا زمنيًا.